# RAC 3D

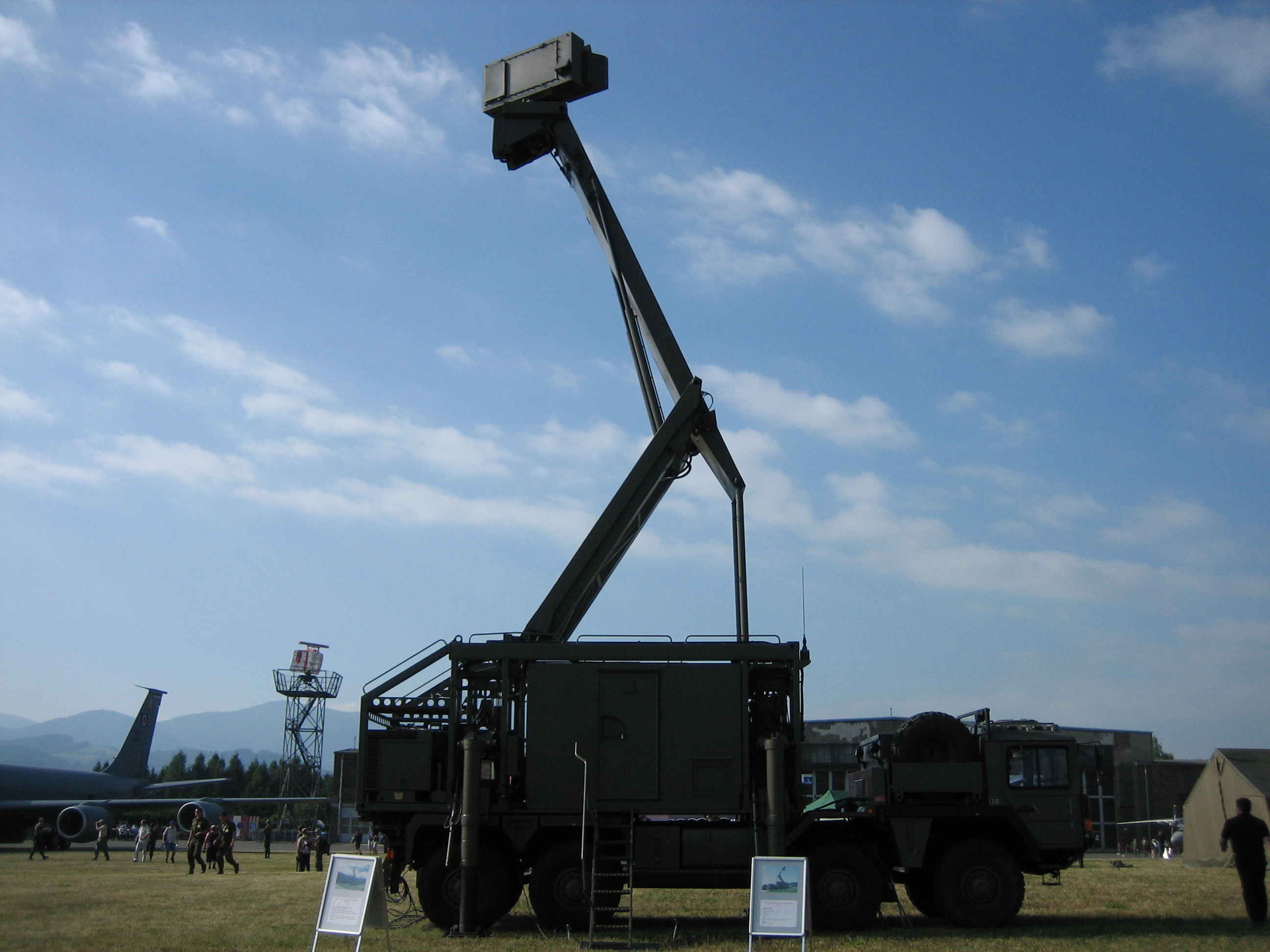
Le RAC 3D de l'armée de l'air autrichienne

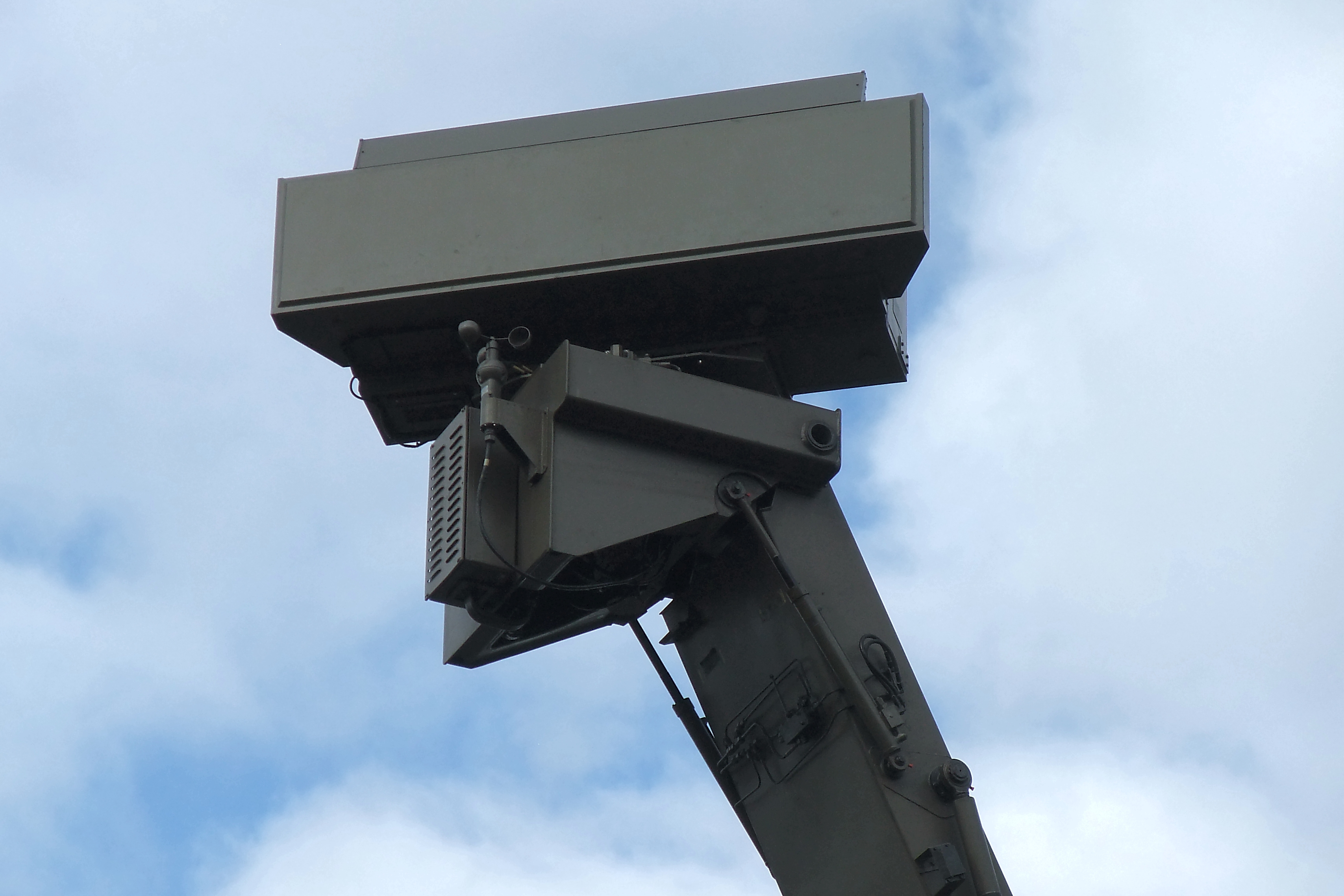

Le RAC 3D (Thomson RTS-2025) est un radar 3D de Thomson-CSF et a été développé pour la surveillance aérienne, l'alerte avancée et le guidage des armes anti-aériennes. Il peut également détecter les petits avions volant à basse altitude jusqu'à une distance de 100 km, même dans des conditions difficiles de brouillage. Il utilise une antenne réseau 3D et une compression d'impulsions.

## Description
Il existe actuellement trois versions différentes utilisées :
- Une variante à deux abris dans l'armée danoise pour gérer le missile guidé sol-air « Stinger ».
- Une variante à abri unique comme le radar d'affectation de cible « Flamingo » dans l'armée autrichienne pour gérer le missile guidé sol-air « Mistral ».
- Une variante à abri unique comme radar volant à basse altitude dans l'armée autrichienne pour la surveillance de l'espace aérien.

Le radar d'affectation de cibles « Flamingo » effectue les tâches suivantes :
- Surveillance du trafic aérien jusqu'à 80 km
- Détection et identification des avions
- Évaluation de la menace
- Affectation de cibles pour un maximum de 12 unités de tir « Mistral » ou canon

Le radar de détection des avions volant à basse altitude remplit les tâches suivantes :
- Surveillance de l'espace aérien jusqu'à 100 km
- Détection et identification des avions
- Transmission des données au système de surveillance de l'espace aérien de niveau supérieur[1]

## Données techniques
| Masse :          | 26 tonnes |
| Longueur :       | 10 m      |
| Largeur :        | 2,5 m     |
| Hauteur :        | 4,5 m     |
| Hauteur du mât : | 13 m      |

## Origine
RAC 3D « Flamant rose » https://www.radartutorial.eu/19.kartei/04.battle/karte005.de.html

## Opérateurs
- Espagne, sur véhicule porteur Iveco M320[2]